# Keisuke Oyama
Keisuke Oyama (大山 啓輔 Oyama Keisuke?), född 7 maj 1995 i Saitama prefektur, är en japansk fotbollsspelare.
Oyama började sin karriär 2014 i Omiya Ardija.